# Nyandarua
Nyandarua – hrabstwo w Kenii, na obszarze dawnej Prowincji Centralnej. Jego stolicą jest Ol Kalou, a największym miastem Mairo Inya. Według Spisu Powszechnego z 2019 roku liczy 638 289 mieszkańców. Miejscowi ludzie są w większości pochodzenia etnicznego Kikuju.
Nyandarua graniczy z pięcioma hrabstwami: Laikipią na północy i północnym wschodzie, Murang'a i Nyeri na wschodzie, Nakuru na zachodzie i południowym zachodzie, oraz z Kiambu na południu.

## Klimat
Hrabstwo ma jedne z najniższych temperatur w Kenii i otrzymuje rocznie od 700 do 1500 mm opadów. Ma dwie pory deszczowe: marzec-kwiecień-maj (długie deszcze) i listopad (krótkie deszcze).

## Rolnictwo
Rolnictwo jest podstawą gospodarki hrabstwa Nyandarua dzięki żyznym glebom i sprzyjającemu klimatowi. Hrabstwo uważane jest za koszyk chleba Kenii z powodu jego dużej produkcji ziemniaków, kapusty, kukurydzy i fasoli, które są sprzedawane w Nairobi i w wielu innych miastach w kraju. Inne popularne uprawy to marchew, jarmuż, pomidory i groszek.
W ostatnich latach stało się popularne kwieciarstwo. Niektóre z największych farm kwiatowych w hrabstwie to Suera, Prima Rosa i Balaji. Kwiaty Nyandarua uprawiane są głównie na eksport do Holandii, Wielkiej Brytanii i Niemiec.
Hodowla zwierząt również jest główną działalnością gospodarczą w hrabstwie. Rolnicy zajmują się mleczarstwem, hodowlą owiec, produkcją wołowiny oraz drobiu. Produkty te są sprzedawane handlowcom z Nairobi i innych sąsiednich miast.

## Podział administracyjny
Hrabstwo Nyandarua składa się z pięciu okręgów:
- Ol Kalou,
- Kinangop,
- Kipipiri,
- Ndaragwa i
- Ol Joro Orok.

## Religia
Struktura religijna w 2019 roku wg Spisu Powszechnego:
- protestantyzm – 61,1%
- katolicyzm – 17,1%
- niezależne kościoły afrykańskie – 11,2%
- pozostali chrześcijanie – 6,5%
- brak religii – 2,3%
- islam – 0,15%
- pozostali – 1,6%.